# Pro Mazda Championship 2017
Het Pro Mazda Championship 2017 was het negentiende kampioenschap van de Formule Mazda.

## Teams en rijders
| Team                         | Nr | Rijders               | Races      |
| ---------------------------- | -- | --------------------- | ---------- |
| ArmsUp Motorsport            | 3  | Matt Machiko          | 3-4, 11-12 |
| ArmsUp Motorsport            | 6  | Max Hanratty          | 1-2, 5-9   |
| Cape Motorsports             | 8  | Anthony Martin        | Alle       |
| FatBoy Racing!               | 3  | Matt Machiko          | 1-2        |
| FatBoy Racing!               | 31 | Brendan Puderbach (N) | Alle       |
| FatBoy Racing!               | 83 | Charles Finelli (N)   | 1-6, 11-12 |
| JDC Motorsports              | 12 | Kris Wright           | 5-9, 11-12 |
| Juncos Racing                | 23 | Victor Franzoni       | Alle       |
| Juncos Racing                | 60 | Jeff Green            | Alle       |
| Kaminsky Racing              | 57 | Bob Kaminsky (N)      | 3-9        |
| Kevin Davis Racing           | 44 | Kevin Davis (N)       | 1-4        |
| Team Pelfrey                 | 80 | Nikita Lastochkin     | Alle       |
| Team Pelfrey                 | 81 | Carlos Cunha          | Alle       |
| Team Pelfrey                 | 82 | TJ Fischer            | Alle       |
| Team Pelfrey                 | 83 | Robert Megennis       | 11-12      |
| Unfair Advantage Motorsports | 4  | Dave Zavelson (N)     | 5-9        |
| Unfair Advantage Motorsports | 6  | Kevin Bury (N)        | 5-9        |
| World Speed Motorsports      | 2  | Steven Ford (N)       | 3-4        |
| World Speed Motorsports      | 13 | Bobby Eberle          | Alle       |
| World Speed Motorsports      | 14 | Sting Ray Robb        | Alle       |
| World Speed Motorsports      | 15 | Phillippe Denes       | 1-4        |

## Uitslagen
| Race | Datum       | Circuit                                     | Locatie            | Pole position   | Snelste ronde   | Meeste ronden aan de leiding | Winnaar         | Team             |
| ---- | ----------- | ------------------------------------------- | ------------------ | --------------- | --------------- | ---------------------------- | --------------- | ---------------- |
| 1    | 11 maart    | Stratencircuit Saint Petersburg             | St. Petersburg, FL | Anthony Martin  | Anthony Martin  | Anthony Martin               | Anthony Martin  | Cape Motorsports |
| 2    | 12 maart    | Stratencircuit Saint Petersburg             | St. Petersburg, FL | Anthony Martin  | Anthony Martin  | Anthony Martin               | Anthony Martin  | Cape Motorsports |
| 3    | 13 mei      | Indianapolis Motor Speedway (binnencircuit) | Speedway, IN       | Victor Franzoni | Victor Franzoni | Victor Franzoni              | Victor Franzoni | Juncos Racing    |
| 4    | 14 mei      | Indianapolis Motor Speedway (binnencircuit) | Speedway, IN       | Victor Franzoni | Victor Franzoni | Victor Franzoni              | Victor Franzoni | Juncos Racing    |
| 5    | 25 juni     | Road America                                | Elkhart Lake, WI   | Victor Franzoni | Victor Franzoni | Victor Franzoni              | Victor Franzoni | Juncos Racing    |
| 6    | 26 juni     | Road America                                | Elkhart Lake, WI   | Anthony Martin  | TJ Fischer      | Anthony Martin               | Anthony Martin  | Cape Motorsports |
| 7    | 28 juli     | Mid-Ohio Sports Car Course                  | Lexington, OH      | Carlos Cunha    | Victor Franzoni | Anthony Martin               | Anthony Martin  | Cape Motorsports |
| 8    | 29 juli     | Mid-Ohio Sports Car Course                  | Lexington, OH      | Anthony Martin  | Anthony Martin  | Anthony Martin               | Victor Franzoni | Juncos Racing    |
| 9    | 30 juli     | Mid-Ohio Sports Car Course                  | Lexington, OH      | Anthony Martin  | Anthony Martin  | Anthony Martin               | Anthony Martin  | Cape Motorsports |
| 10   | 25 augustus | Gateway Motorsports Park                    | Madison, IL        | Anthony Martin  | Victor Franzoni | Victor Franzoni              | Victor Franzoni | Juncos Racing    |
| 11   | 2 september | Watkins Glen International                  | Watkins Glen, NY   | Victor Franzoni | Victor Franzoni | Anthony Martin               | Victor Franzoni | Juncos Racing    |
| 12   | 3 september | Watkins Glen International                  | Watkins Glen, NY   | Victor Franzoni | Carlos Cunha    | Victor Franzoni              | Victor Franzoni | Juncos Racing    |

## Kampioenschap
| Pos              | Rijder            | STP | STP | IMS | IMS | ROA | ROA | MOH | MOH | MOH | GAT | WGL | WGL | Punten |
| ---------------- | ----------------- | --- | --- | --- | --- | --- | --- | --- | --- | --- | --- | --- | --- | ------ |
| 1                | Victor Franzoni   | 2   | 2   | 1*  | 1*  | 1*  | 2   | 2   | 1   | 2   | 1*  | 1   | 1*  | 351    |
| 2                | Anthony Martin    | 1*  | 1*  | 2   | 4   | 2   | 1*  | 1*  | 2*  | 1*  | 2   | 2*  | 3   | 333    |
| 3                | Carlos Cunha      | 4   | 12  | 4   | 3   | 9   | 4   | 4   | 3   | 3   | 3   | 3   | 2   | 237    |
| 4                | TJ Fischer        | 3   | 3   | 3   | 2   | 15  | 12  | 3   | 4   | 4   | 4   | 10  | 5   | 224    |
| 5                | Nikita Lastochkin | 5   | 5   | 6   | 5   | 3   | 3   | 5   | 5   | 6   | 6   | 13  | 4   | 203    |
| 6                | Sting Ray Robb    | 7   | 4   | 7   | 7   | 4   | 11  | 10  | 6   | 5   | 7   | 4   | 6   | 185    |
| 7                | Bobby Eberle      | 10  | 8   | 8   | 8   | 8   | 6   | 9   | 11  | 7   | 9   | 7   | 9   | 157    |
| 8                | Jeff Green        | 13  | 9   | 10  | 13  | 6   | 5   | 13  | 13  | 10  | 5   | 11  | 10  | 151    |
| 9                | Max Hanratty      | 8   | 6   |     |     | 5   | 15  | 6   | 10  | 8   |     |     |     | 97     |
| 10               | Kris Wright       |     |     |     |     | 13  | 9   | 7   | 8   | 11  |     | 5   | 8   | 95     |
| 11               | Matt Machiko      | 9   | 13  | 11  | 9   |     |     |     |     |     |     | 6   | 7   | 74     |
| 12               | Phillippe Denes   | 6   | 7   | 5   | 6   |     |     |     |     |     |     |     |     | 61     |
| 13               | Robert Megennis   |     |     |     |     |     |     |     |     |     |     | 12  | DNS | 21     |
| Nationale klasse |                   |     |     |     |     |     |     |     |     |     |     |     |     |        |
| 1                | Brendan Puderbach | 12  | 14  | DNS | 11  | 10  | 14  | 14  | 12  | 13  | 8   | 8   | DNS | 187    |
| 2                | Bob Kaminsky      |     |     | 9   | 14  | 7   | 13  | 8   | 7   | 9   |     |     |     | 134    |
| 3                | Charles Finelli   | 14  | 10  | 14  | DNS | 12  | 8   |     |     |     |     | 9   | DNS | 115    |
| 4                | Dave Zavelson     |     |     |     |     | 11  | 7   | 11  | 9   | 12  |     |     |     | 91     |
| 5                | Kevin Davis       | 11  | 11  | 12  | 10  |     |     |     |     |     |     |     |     | 80     |
| 6                | Kevin Bury        |     |     |     |     | 14  | 10  | 12  | 14  | 14  |     |     |     | 64     |
| 6                | Steven Ford       |     |     | 13  | 12  |     |     |     |     |     |     |     |     | 30     |
| Pos              | Rijder            | STP | STP | IMS | IMS | ROA | ROA | MOH | MOH | MOH | GAT | WGL | WGL | Punten |

| Kleur       | Resultaat                       |
| ----------- | ------------------------------- |
| Goud        | Winnaar                         |
| Zilver      | 2de plaats                      |
| Brons       | 3de plaats                      |
| Groen       | 4de en 5de plaats               |
| Lichtblauw  | 6de–10de plaats                 |
| Donkerblauw | Gefinisht (buiten de Top 10)    |
| Paars       | Niet gefinisht                  |
| Rood        | Niet gekwalificeerd (DNQ)       |
| Bruin       | Teruggetrokken (Wth)            |
| Zwart       | Gediskwalificeerd (DSQ)         |
| Wit         | Niet Gestart (DNS)              |
| Blank       | Nam geen deel aan de race (DNP) |
| Blank       | Niet geracet                    |

| Toegevoegde info |                                       |
| vet              | Pole positie (1 punt)                 |
| cursief          | Snelste ronde (1 punt)                |
| *                | Meeste ronden aan de leiding (1 punt) |
| Rookie           |                                       |

| Kleur       | Resultaat                       |
| ----------- | ------------------------------- |
| Goud        | Winnaar                         |
| Zilver      | 2de plaats                      |
| Brons       | 3de plaats                      |
| Groen       | 4de en 5de plaats               |
| Lichtblauw  | 6de–10de plaats                 |
| Donkerblauw | Gefinisht (buiten de Top 10)    |
| Paars       | Niet gefinisht                  |
| Rood        | Niet gekwalificeerd (DNQ)       |
| Bruin       | Teruggetrokken (Wth)            |
| Zwart       | Gediskwalificeerd (DSQ)         |
| Wit         | Niet Gestart (DNS)              |
| Blank       | Nam geen deel aan de race (DNP) |
| Blank       | Niet geracet                    |

| Toegevoegde info |                                       |
| vet              | Pole positie (1 punt)                 |
| cursief          | Snelste ronde (1 punt)                |
| *                | Meeste ronden aan de leiding (1 punt) |
| Rookie           |                                       |

| Positie | 1  | 2  | 3  | 4  | 5  | 6  | 7  | 8  | 9  | 10 | 11 | 12 | 13 | 14 | 15 | 16 | 17 | 18 | 19 | 20 |
| ------- | -- | -- | -- | -- | -- | -- | -- | -- | -- | -- | -- | -- | -- | -- | -- | -- | -- | -- | -- | -- |
| Punten  | 29 | 25 | 22 | 19 | 17 | 15 | 14 | 13 | 12 | 11 | 10 | 9  | 8  | 7  | 6  | 5  | 4  | 3  | 2  | 1  |

1991 · 1992 · 1993 · 1994 · 1995 · 1996 · 1997 · 1998 · 1999 · 2000 · 2001 · 2002 · 2003 · 2004 · 2005 · 2006 · 2007 · 2008 · 2009 · 2010 · 2011 · 2012 · 2013 · 2014 · 2015 · 2016 · 2017 · 2018 · 2019 · 2020 · 2021 · 2022 · 2023 · 2024 · 2025